# Artur Sobiech
Artur Sobiech (* 12. června 1990, Ruda Śląska, Polsko) je polský fotbalový útočník hrající za klub Lechia Gdańsk. Od roku 2010 působí v polské reprezentaci.

## Klubová kariéra
Po čtyřech sezónách strávených v Ruchu Chorzów, kde zahájil profesionální kariéru, odešel Sobiech za 1 milion eur v červenci 2010 do Polonie Warszawa.

### Hannover 96
30. června 2011 přestoupil za 1,1 milionu eur do německého týmu Hannover 96, kde podepsal tříletý kontrakt. Dostal dres s číslem 9. V Bundeslize debutoval 18. září 2011 proti Borussii Dortmund. Šel na hřiště v 83. minutě a do konce utkání stihl dostat v 91. minutě za faul červenou kartu. Hannover zvítězil 2:1.
30. srpna 2012 vstřelil v předkole Evropské ligy 2012/13 dva góly polskému celku Śląsk Wrocław, zápas skončil výhrou německého týmu 5:1, který s celkovým skóre 10:4 z tohoto dvojutkání postoupil do skupinové fáze. Zde (základní skupina L) se Artur 20. září 2012 jedním gólem podílel na remíze 2:2 proti nizozemskému FC Twente. Hannover 96 postoupil do šestnáctifinále soutěže, kde byl vyřazen ruským týmem Anži Machačkala (prohra 1:3 venku a remíza 1:1 doma).
4. května 2013 vsítil v Bundeslize branku v zápase s 1. FSV Mainz 05, utkání skončilo remízou 2:2.

## Reprezentační kariéra
Sobiech hrál za polský mládežnický reprezentační výběr U21.
V květnu 2010 dostal pozvánku do polského národního A-týmu, kde debutoval 29. května v domácím přátelském zápase s Finskem (0:0). 22. května 2012 zařídil v přátelském střetnutí v rakouském městě Klagenfurt am Wörthersee vítězství polského týmu 1:0 nad Lotyšskem, byla to jeho první reprezentační trefa v dresu seniorské reprezentace.

### EURO 2012
Zúčastnil se Mistrovství Evropy 2012, kde mělo Polsko jako pořadatelská země (společně s Ukrajinou) jistou účast, ale trenér Franciszek Smuda jej nenasadil v žádném ze tří zápasů polského týmu na šampionátu. Polsko obsadilo se ziskem 2 bodů poslední čtvrté místo základní skupiny A.

### Reprezentační góly
Góly Artura Sobiecha za A-tým Polska
| 010                 | 22. 5. 2012 | Hypo-Arena, Klagenfurt am Wörthersee, Rakousko | Lotyšsko        | 1:0 | 1:0 | Přátelský zápas |
| 02                  | 4. 6. 2013  | Stadion Cracovii, Krakov, Polsko               | Lichtenštejnsko | 1:0 | 2:0 | Přátelský zápas |
| Platí k 2. 11. 2015 |             |                                                |                 |     |     |                 |

## Úspěchy

### Reprezentační
- 1× účast na Mistrovství Evropy (2012 - základní skupina)

### Individuální
- Objev roku v polské Ekstraklase (sezóna 2009/10)